# Boulogne-sur-Mer
Boulogne-sur-Mer [bulɔɲ syʁ mɛʁ] (niederländisch Bonen oder Beunen) ist eine französische Stadt mit 41.039 Einwohnern (Stand 1. Januar 2022) im Département Pas-de-Calais (62) in der Region Hauts-de-France. Sie ist Unterpräfektur des gleichnamigen Arrondissements.

## Geografie
Die nordfranzösische Hafenstadt liegt an der Côte d’Opale an der Stelle, an der der Fluss Liane in den Ärmelkanal mündet. Die Stadt grenzt seeseitig an den Meeresnaturpark Estuaires Picards et Mer d’Opale.

## Geschichte

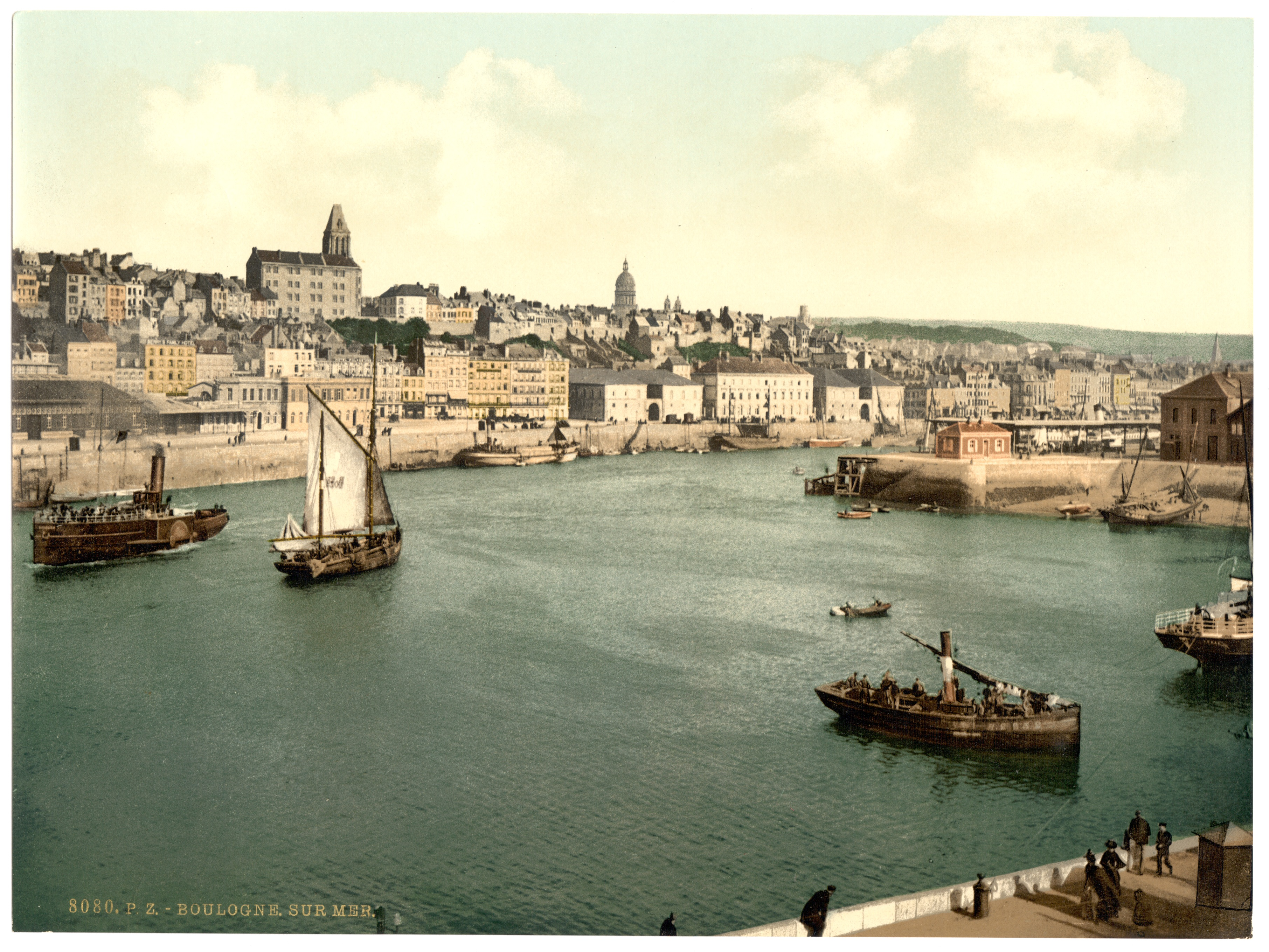
Stadt und Hafen um 1890

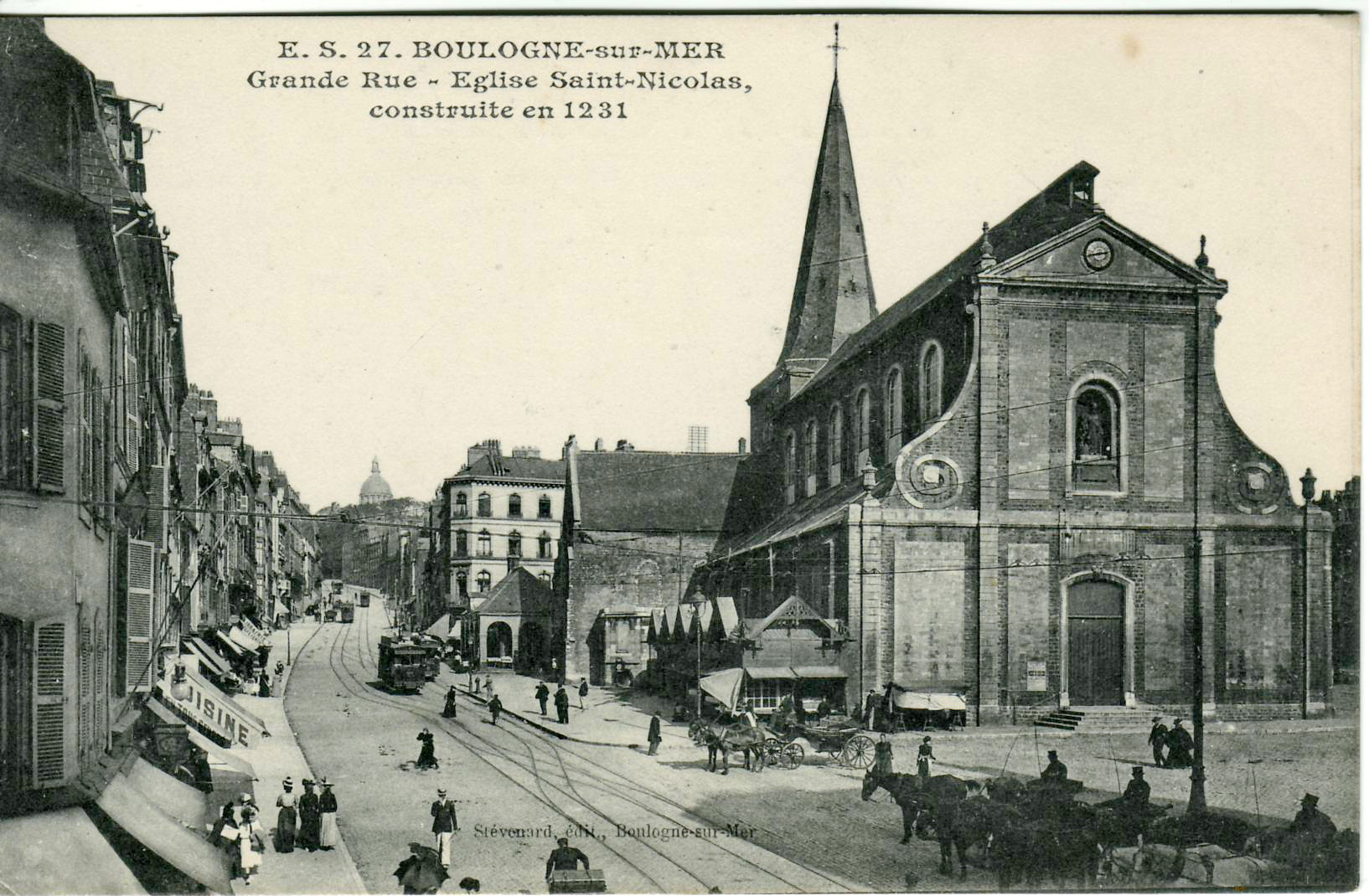
Straßenbahnen in der Grande Rue, rechts die Kirche Saint-Nicolas an der Place Dalton

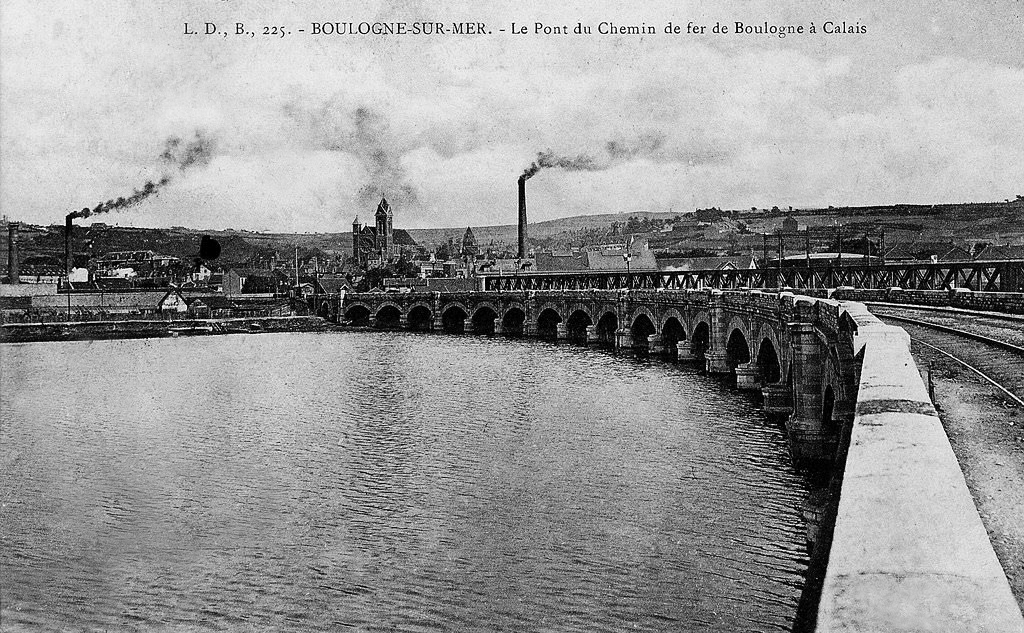
Im Zweiten Weltkrieg zerstörte Eisenbahnbrücke Pont en pierre über die Liane (um 1900)

### Altertum
Der keltische Name des Hafens war Gesoriacum; die Römer nannten ihn Portus Itius oder Portus Britannicus. Die neu von den Römern gegründete höher gelegene Stadt wurde Bononia getauft, in Erinnerung an Bologna. Aufgrund der strategischen Bedeutung des Hafens für die Eroberung Großbritanniens ließ Caligula im Jahr 39 n. Chr. nach dem Modell von Pharos in Ägypten einen Leuchtturm in Boulogne-sur-Mer errichten. Dieser wurde unter Karl dem Großen 811 weiter verbessert, stürzte aber aufgrund eines Erdrutsches 1644 ein. Bis 1930 konnte man noch die Ruinen des Leuchtturms sehen.
Ab dem 4. Jahrhundert war die gesamte Stadt im Römischen Reich allein als Bononia bekannt. Sie diente als Haupthafen für die Classis Britannica und als Verbindung zwischen Britannien und dem Festland. Julius Caesar und Claudius nutzten die Stadt als Basis für die römische Invasion Britanniens. Nach Boulogne führten auch mehrere Römerstrassen, unter anderem eine Verbindung über Bavay nach Köln, die heute Via Belgica genannt wird.

### Mittelalter
Im Mittelalter war Boulogne das Zentrum der gleichnamigen Grafschaft. Ein Mitglied der Grafenfamilie von Boulogne, Balduin von Boulogne (Baudouin de Boulogne), Bruder von Gottfried von Bouillon (Godefroy de Bouillon), wurde zur Zeit der Kreuzzüge unter dem Namen Balduin I. der erste König des Königreiches Jerusalem. Wirkliche Bedeutung errang Boulogne-sur-Mer, nachdem Balduin II., Graf von Flandern, 918 eine Burg errichten ließ, die von Nachfahren im 13. Jahrhundert zum Schloss ausgebaut wurde, in dem sich heute ein historisches Museum befindet. Aus der Zeit Balduins II. stammt auch der flämische Name Boonen.
Die Marien-Pilgerfahrt in Boulogne-sur-Mer war so erfolgreich, dass der französische König Philipp V den Bau einer ähnlichen Kirche in der Nähe von Paris in Menus-lès-Saint-Cloud anordnete, um den Weg für die Einwohner von Paris zu verkürzen. 1330 war die Kirche vollendet, und die Stadt wurde Boulogne-la-Petite genannt, heute Boulogne-Billancourt.

### Frühe Neuzeit
Der mit dem römisch-deutschen Kaiser Karl V. verbündete englische König Heinrich VIII. griff im 4. Italienischen Krieg während der Regentschaft König Franz I. Nordfrankreich an, und die Engländer besetzten Boulogne 1544 nach einer kurzen Belagerung. Nach Einnahme belagerten die Franzosen ihrerseits die Stadt, bis Boulogne 1550 endgültig französisch wurde. 
1567 bis 1801 war Boulogne Sitz des Bischofs von Boulogne.

### 19. Jahrhundert
Ein von den Briten unter Horatio Nelson geleiteter Angriff auf französische Schiffe bei Boulogne-sur-Mer blieb am 15./16. August 1801 ergebnislos. Am 22. Oktober 1801 wurde ein Waffenstillstand zwischen Großbritannien und Frankreich ausgehandelt. Napoleon bereitete 1804 eine Invasion vor. Er zog an der Kanalküste bei Boulogne eine Armee von 150.000 Mann zusammen. Um die Überfahrt durchführen zu können, wurden zahlreiche Transportschiffe gebaut. Im August 1805 wurde das Lager von Boulogne wegen der Kriegseröffnung durch Österreich jedoch abgebrochen und die französische Armee in Eilmärschen an die Donau verlegt.
Am 17. August 1850 starb der südamerikanische Freiheitskämpfer José de San Martín in Boulogne-sur-Mer. Aus diesem Grund wurde ein Dorf ca. 15 km nördlich von Buenos Aires (heute in der Großstadt aufgegangen) und eine Straße in Buenos Aires nach der französischen Stadt genannt.
Im Jahr 1905 wurde in der Stadt der erste Welt-Esperanto-Kongress abgehalten. Zum hundertjährigen Jubiläum dieses Ereignisses fand 2005 die Boulogne2005 erneut in Boulogne-sur-Mer statt.

### Zweiter Weltkrieg

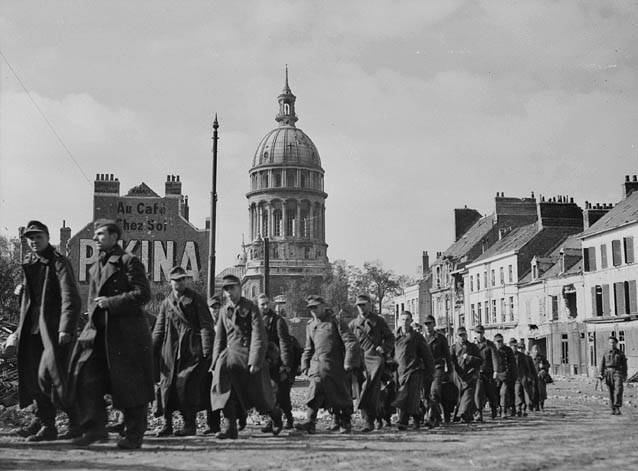
Deutsche Kriegsgefangene nach der Befreiung der Stadt durch kanadische Soldaten

Am 29. Juli 1939 wurde der 4 km südlich von Boulogne gelegene Flugplatz Boulogne Alprech eröffnet. Zu Beginn des Westfeldzuges der deutschen Wehrmacht lagen dort französische Marineflieger.
Während der deutschen Besetzung Frankreichs war Boulogne ein Stützpunkt der Wehrmacht. Später und auch nach Kriegsende wurde der Platz nicht mehr genutzt; die Piste war zu klein und zu nah an der Stadt gelegen. Etwas weiter südlich befindet sich heute das Aérodrome de Le Portel.
Zwischen Juni 1940 und Juni 1942 befand sich im Westhafen eine Seeflugzeugbasis der Seenotstaffel 3 der Luftwaffe, die mit verschiedenen Flugboot- und Wasserflugzeugtypen ausgerüstet war. Im August/September 1940 lag hier auch ein Teil der 1. Staffel der Bordfliegergruppe 196 mit ihren Arado Ar 196. Zur Küstenverteidigung war in Boulogne-sur-Mer während der gesamten Besatzungszeit die Marine-Artillerie-Abteilung 240 stationiert.
Boulogne wurde von den Alliierten am 22. September 1944 eingenommen und der Hafen konnte bereits am 22. Oktober wieder für Nachschublieferungen benutzt werden. Boulogne wurde im November südlicher Endpunkt einer der dann drei Öl-Pipeline-Strecken durch den Kanal (Operation PLUTO). Das Dumbo genannte östliche Teilstück war bis Kriegsende mit einem Pipelinesystem am Festland nach Antwerpen und schließlich bis Emmerich am Rhein als Kraftstoff-Lieferant funktionsfähig.

## Bevölkerungsentwicklung
| Jahr                       | 1962   | 1968   | 1975   | 1982   | 1990   | 1999   | 2011   | 2022   |
| -------------------------- | ------ | ------ | ------ | ------ | ------ | ------ | ------ | ------ |
| Einwohner                  | 49.281 | 49.276 | 48.440 | 47.653 | 43.678 | 44.859 | 42.600 | 41.039 |
| Quellen: Cassini und INSEE |        |        |        |        |        |        |        |        |

## Klima

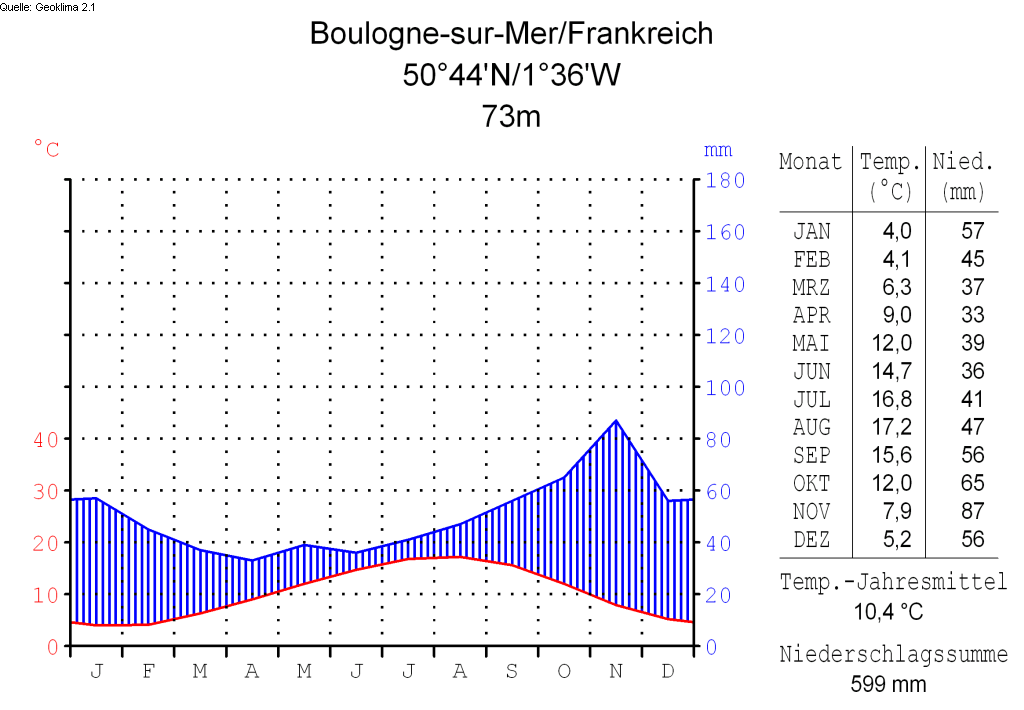
Klimadiagramm von Boulogne-sur-Mer

Durch das Seeklima und den Golfstrom fallen die Winter mild aus. Die Sommermonate sind relativ trocken.

## Verkehr

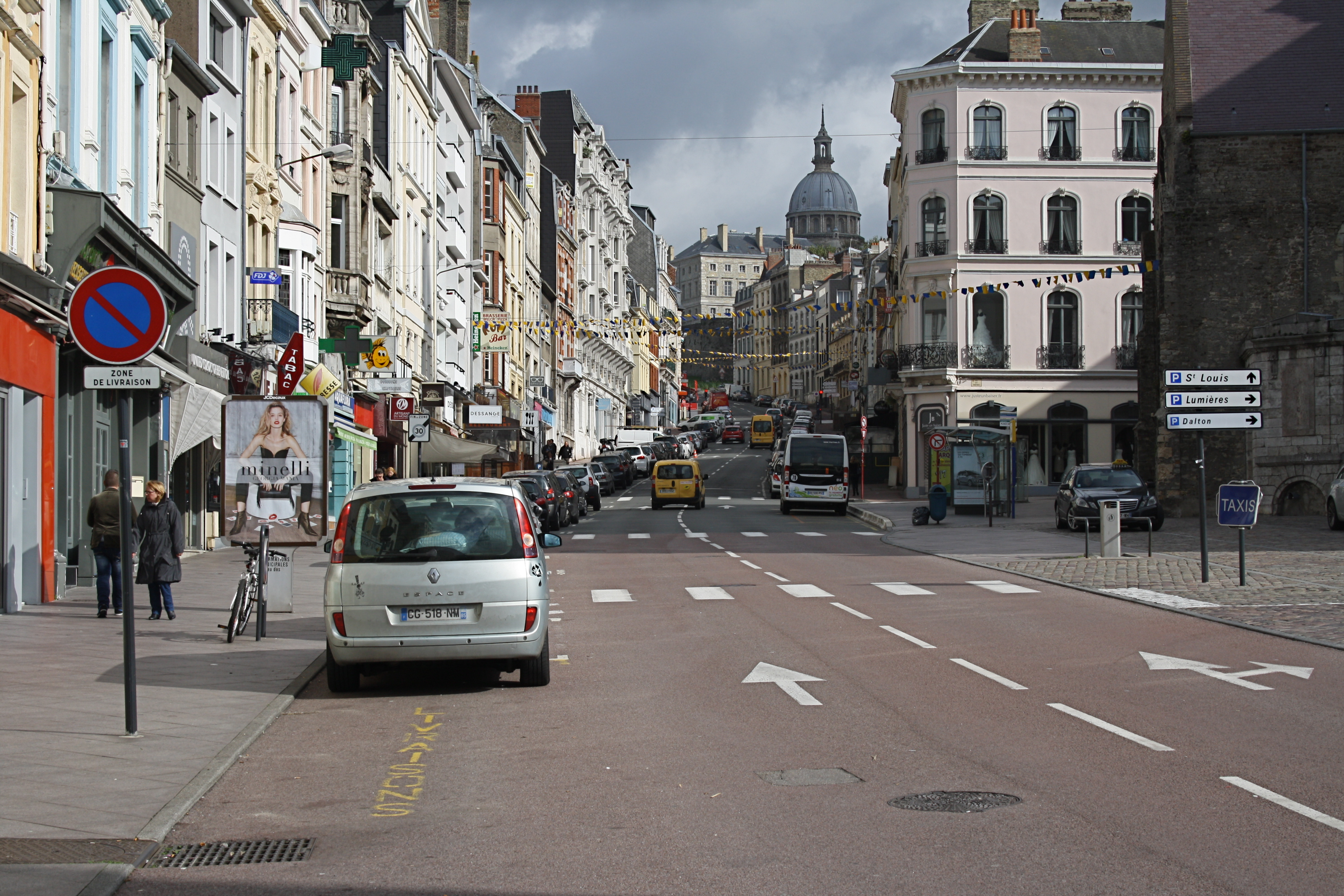
Grande Rue, im Hintergrund die Kathedrale Notre-Dame

Die Stadt liegt an der Autobahn A 16, an der sie vier Anschlussstellen besitzt. Die Nationalstraßen 1 und 42 wurden nach dem Bau der Autobahn weitgehend zu Departementsstraßen herabgestuft sind nur noch fragmentarisch als solche vorhanden.

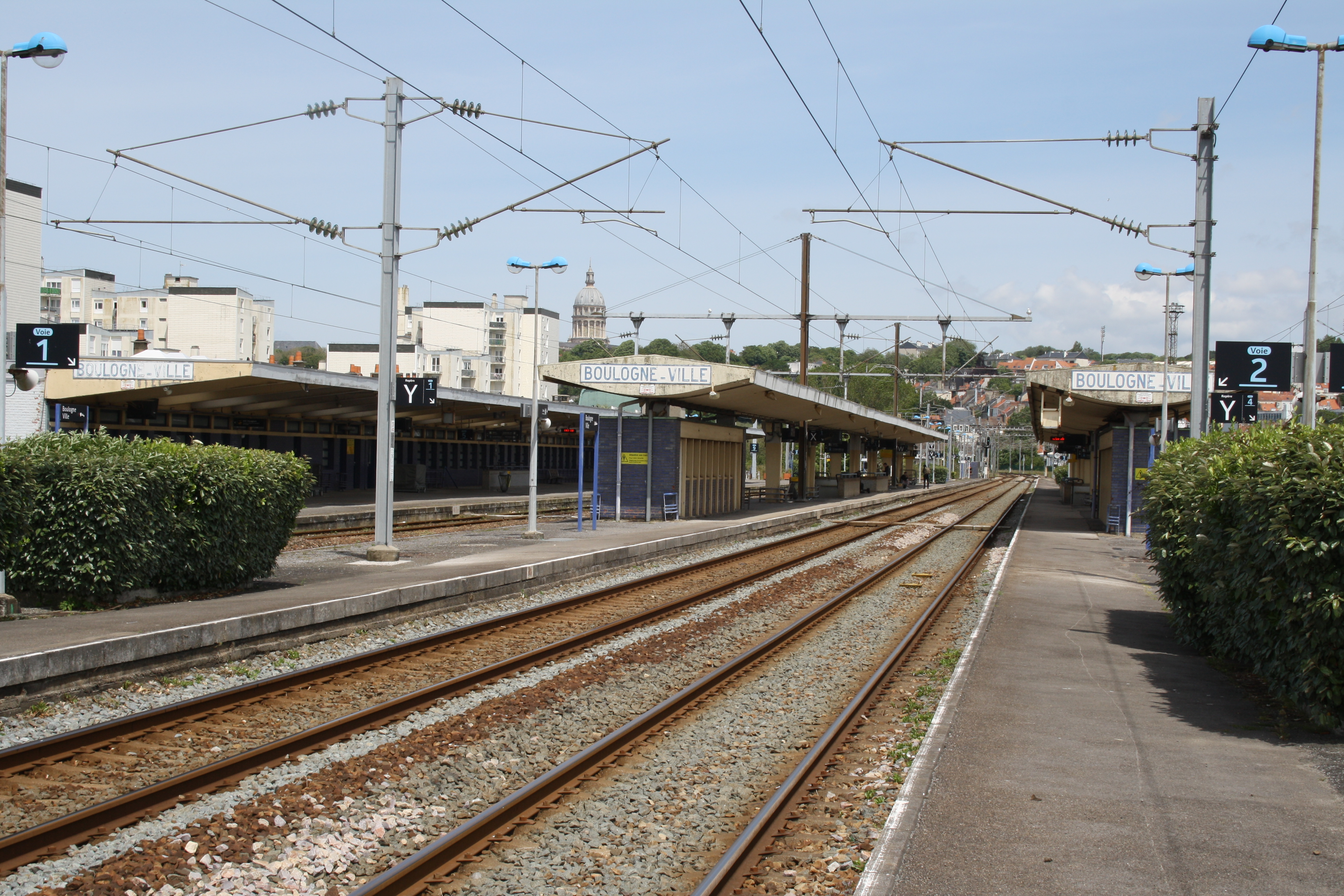
Bahnhof Boulogne-Ville

1855 erhielt Boulogne einen Bahnhof an der aus Paris über Amiens herangeführten Strecke (Bahnstrecke Longueau–Boulogne-Ville). Als Kopfbahnhof ausgeführt lag er am linken Ufer der Liane. Um die Bahn nach Calais verlängern zu können, baute die Eisenbahngesellschaft Compagnie des chemins de fer du Nord (NORD) von dort ausgehend zwischen 1864 und 1867 eine steinerne Brücke über den Fluss (Pont en pierre sur la Liane) und eine Querung der Innenstadt in einem 511 m langen Tunnel (Tunnel de Hauteville). Die Brücke wurde im Zweiten Weltkrieg zerstört und nicht wiederaufgebaut. 1962 wurde am rechten Ufer der Liane der heutige Bahnhof Boulogne-Ville eröffnet, der von den Zügen aus Richtung Amiens ohne Fahrtrichtungswechsel über eine neue Brücke erreicht wird.
Für den Fährverkehr nach Folkestone existierte von 1875 bis 1995 der Bahnhof Boulogne-Maritime, für den Verkehr mit Luftkissenfahrzeugen nach Dover von 1968 bis 1991 der knapp außerhalb der Stadt angelegte Bahnhof Boulogne-Aéroglisseurs. Unmittelbar am nördlichen Rand der Altstadt liegt an der Bahnstrecke Boulogne-Ville–Calais-Maritime der Bahnhof Boulogne-Tintelleries.
1879 wurde in Boulogne, zunächst als Pferdebahn, eine erste Straßenbahnstrecke eröffnet. Das später elektrifizierte meterspurige Netz bestand in seiner größten Ausdehnung aus sieben Linien mit einer Gesamtlänge von 20 km. Durch Bombenangriffe wurde im Zweiten Weltkrieg u. a. der Betriebshof zerstört. Nach der Befreiung Frankreichs 1944 wurden nur noch zwei Linien wieder in Betrieb genommen; diese wurden 1950 bzw. 1951 eingestellt.

## Sehenswürdigkeiten
In Boulogne-sur-Mer befindet sich der größte Fischereihafen Frankreichs. In Wimille, ca. drei bis vier Kilometer nördlich der Stadt, erinnert die 1804 errichtete Säule Colonne de la Grande Armée an die von Napoléon I. geplante Invasion Englands. Dort wurde zum ersten Mal der Orden der Ehrenlegion verliehen.
- Belfried aus dem 12. Jahrhundert
- Kirche Notre-Dame-de-l’Immaculée-Conception mit Krypta aus gallorömischer Zeit
- Burganlage Château d’Aumont aus dem 13. Jahrhundert
- Palais impérial, erbaut 1777
- Stadtbefestigung und Stadttore
- Meeresaquarium Nausicaá; es bildet die Fauna der Hochsee ab

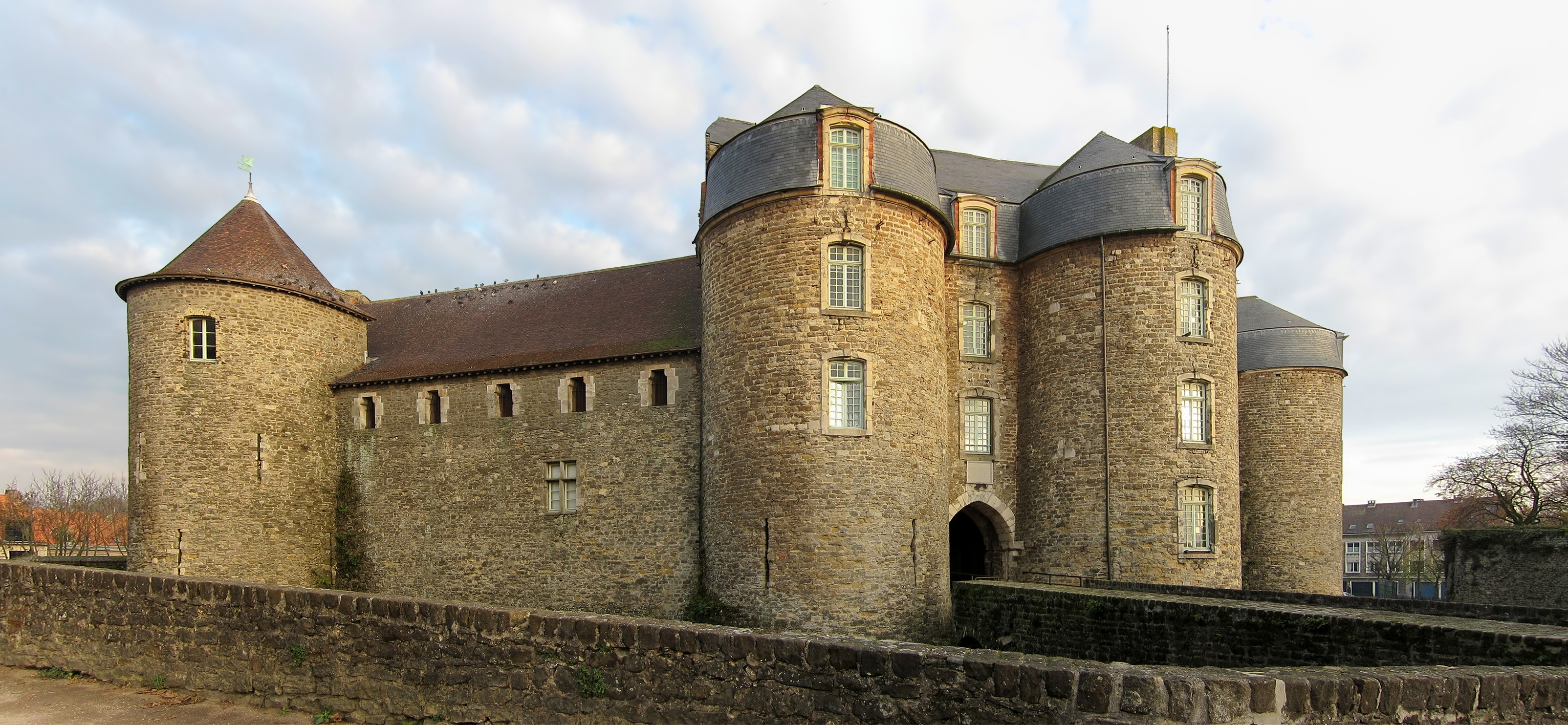
Château d’Aumont
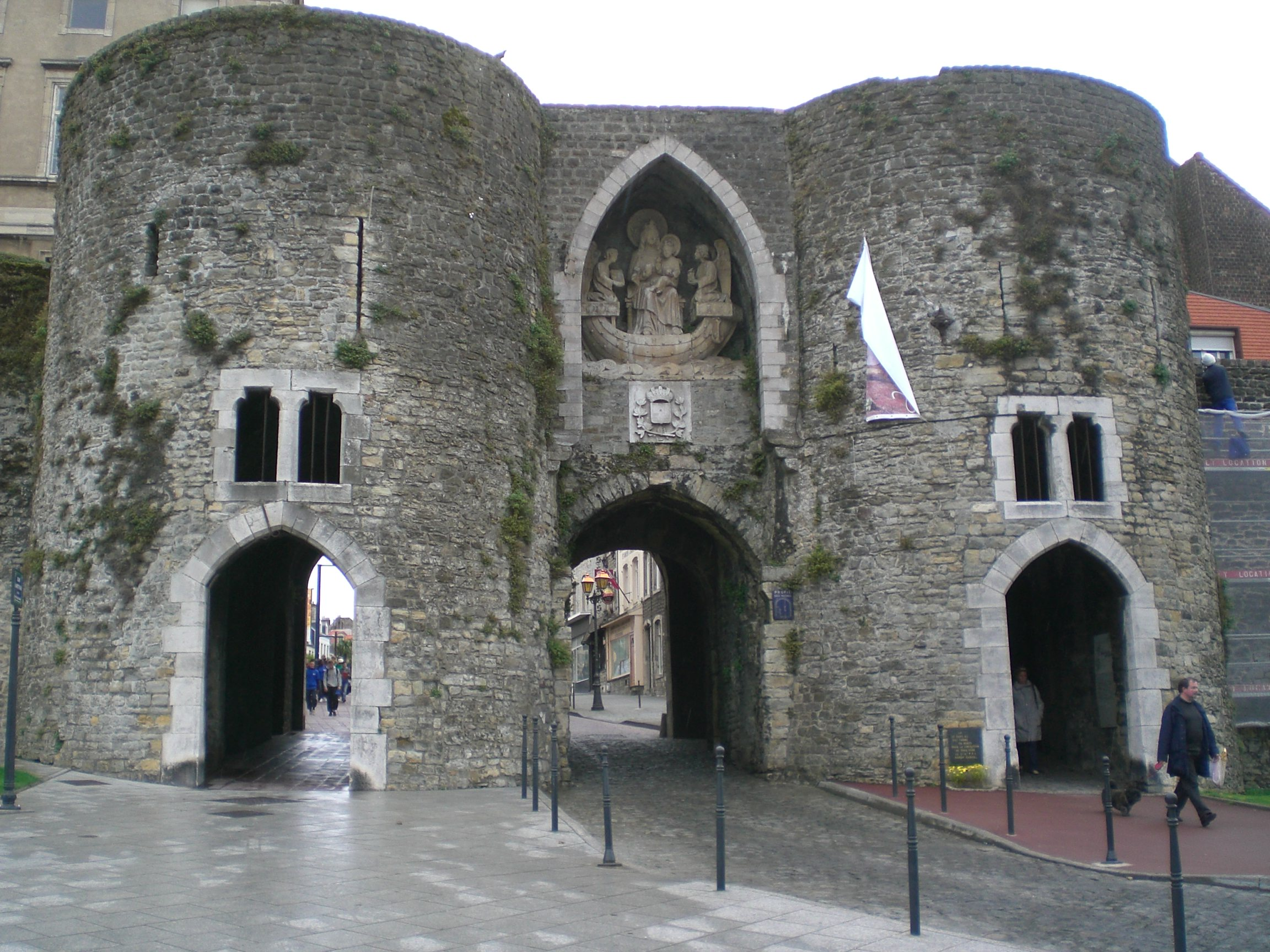
Stadttor Porte des Dunes
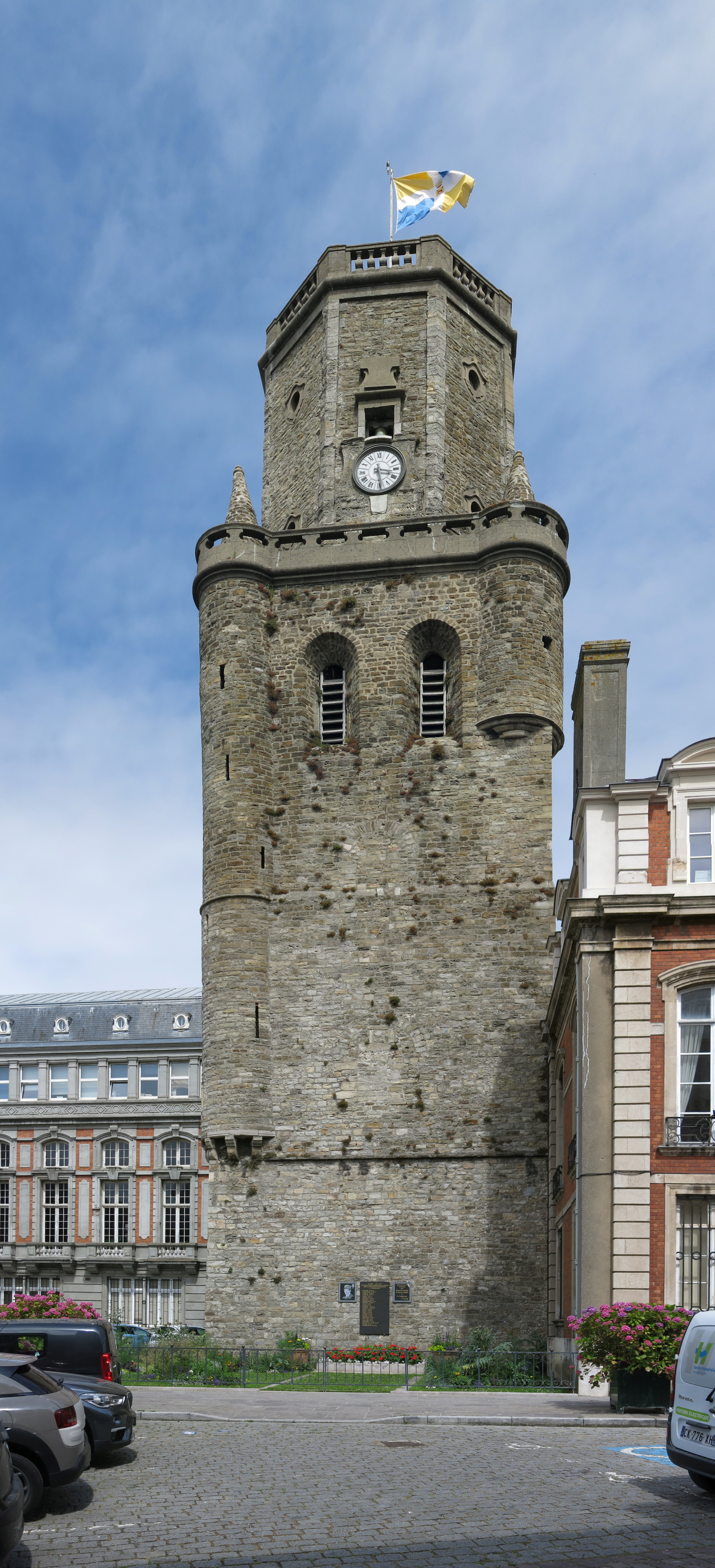
Belfried aus dem 12. Jhd.
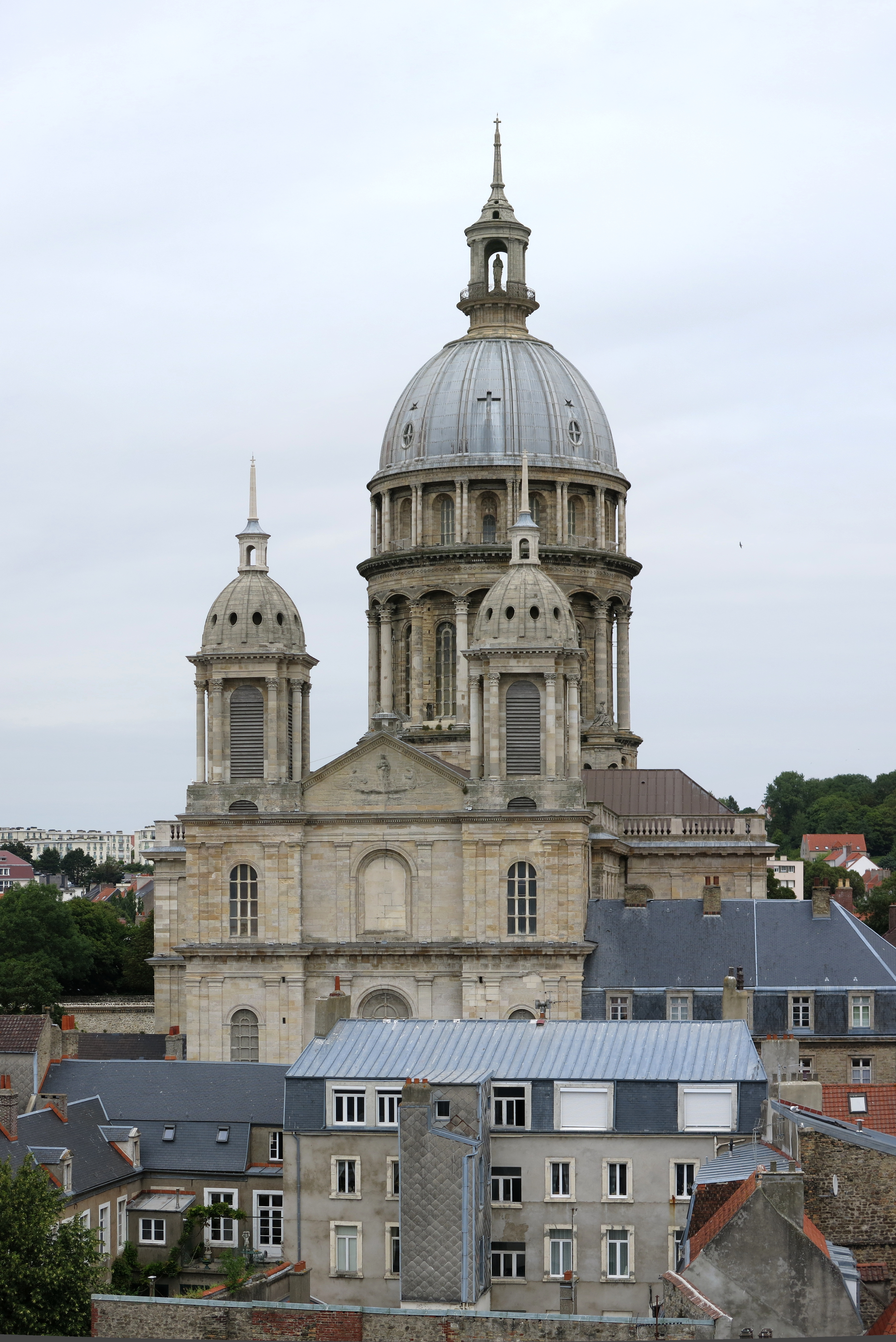
Notre-Dame, Ansicht vom Belfried
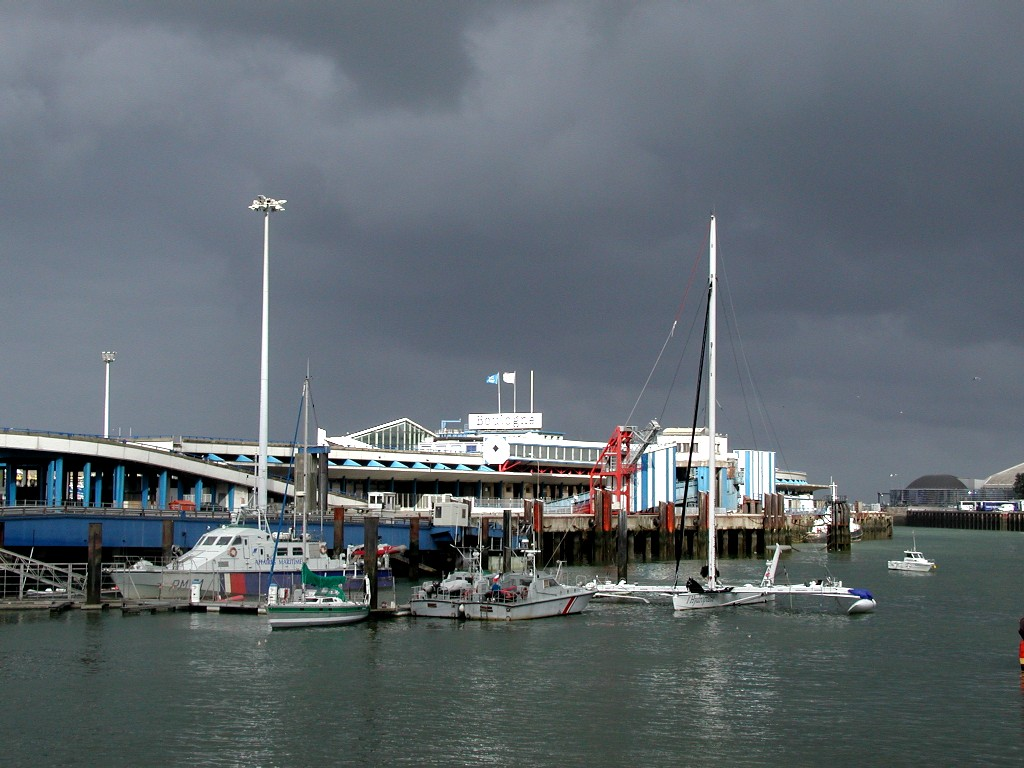
Hafen
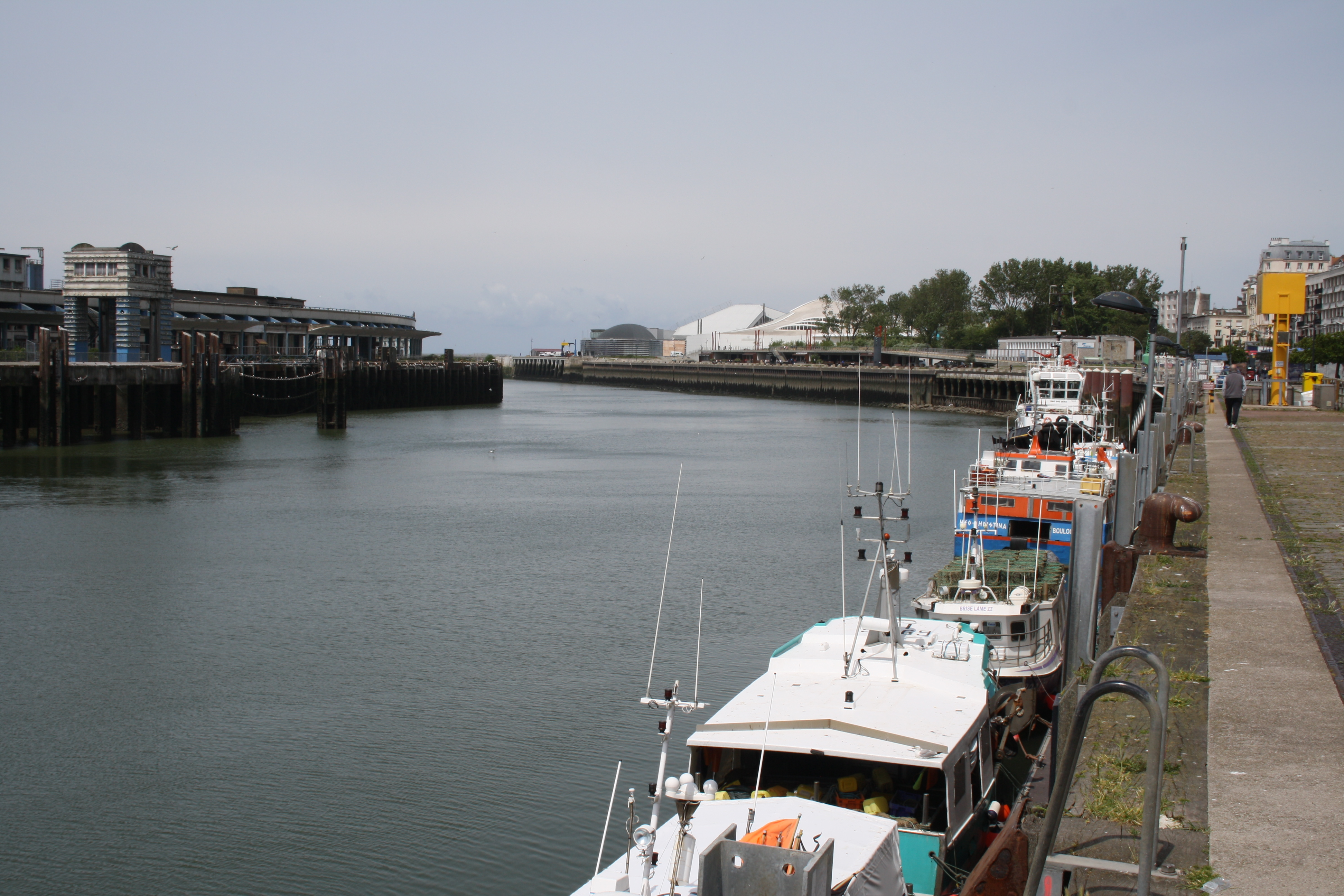
Liane nahe ihrer Mündung
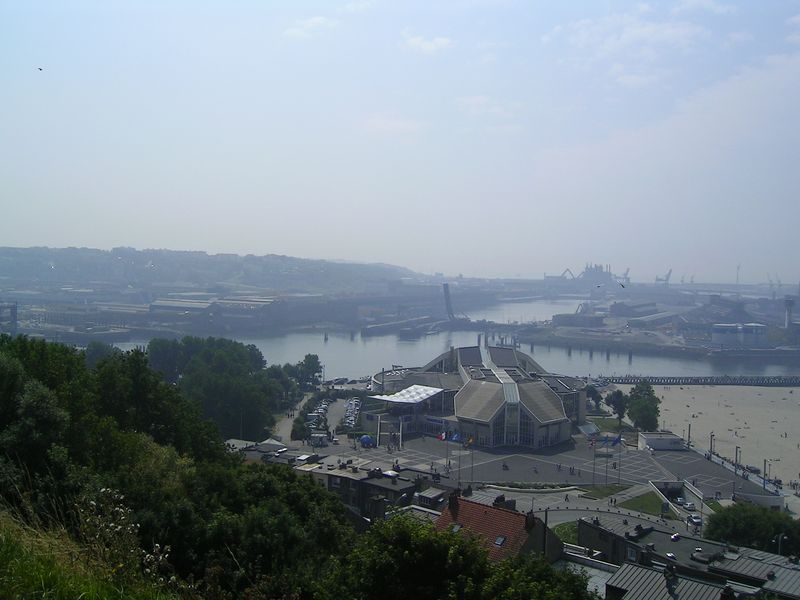
Meeresaquarium Nausicaä

## Persönlichkeiten
- Mathilda von Boulogne (1105–1152), Gräfin von Boulogne und durch Heirat Königin von England
- Michel Le Quien (1661–1733), Dominikanertheologe
- Frédéric Sauvage (1786–1857), Ingenieur und Erfinder
- Charles-Augustin Sainte-Beuve (1804–1869), Dichter und Kritiker
- Guillaume-Benjamin Duchenne (1806–1875), Neurologe und Erstbeschreiber der Muskeldystrophie Typ Duchenne
- Auguste Delacroix (1809–1868), Maler
- Edmond Hédouin (1820–1889), Maler, Radierer, Lithograph und Illustrator
- Auguste Mariette (1821–1881), Ägyptologe
- Alexandre Guilmant (1837–1911), Organist und Komponist
- Étienne Prosper Berne-Bellecour (1838–1910), Maler, Radierer und Illustrator
- Ernest Hamy (1842–1908), Anthropologe und Ethnologe
- Camille Enlart (1862–1927), Kunsthistoriker
- Georges Docquois (1863–1927), Schriftsteller
- Jehan Rictus (1867–1933), Schriftsteller
- Raoul Plus (1882–1958), Jesuit und katholischer Theologe
- René Lalou (1889–1960), Anglist, Romanist und Literaturkritiker
- Margot von Gans (1899–1986), deutsche Luftfahrtpionierin und Automobilrennfahrerin
- Gaston Fourrier (1903–1976), Handelsvertreter und Politiker
- Patoum (1911–2012), Schlagzeuger und Sänger
- Léo Marjane (1912–2016), Sängerin
- Maurice Boitel (1919–2007), Maler
- Georges Mathieu (1921–2012), Maler
- Jacques de Bernon (1927–1994), römisch-katholischer Ordensgeistlicher und Bischof von Maroua-Mokolo
- Brigitte Bourguignon (* 1959), Politikerin
- Didier Hoyer (* 1961), Kanute, Medaillengewinner bei Olympia und Weltmeisterschaften
- Olivier Latry (* 1962), Organist, Improvisator und Musikpädagoge
- Michel Ligonnet (* 1962), Automobilrennfahrer
- Christopher Campbell (* 1963), Automobilrennfahrer
- Estha Essombe (* 1963), Judoka
- Franck Leroy (* 1963), Jurist und Politiker
- Jean-Pierre Papin (* 1963), Fußballspieler und Fußballtrainer
- Stéphane Lannoy (* 1969), Fußballschiedsrichter
- Catherine Griset (* 1972), Politikerin
- Lise Legrand (* 1976), Ringerin
- Julie Delarme (* 1978), Schauspielerin
- Mickaël Bourgain (* 1980), Radsportler
- Maxime Beaumont (* 1982), Kanute
- Franck Ribéry (* 1983), Fußballspieler
- Damien Marcq (* 1988), Fußballspieler
- Antoine Lavieu (* 1990), Radsportler
- Mikael Mandron (* 1994), Fußballspieler
- Jimmy Gressier (* 1997), Leichtathlet
- Samuel Leroux (* 1997), Radrennfahrer
- Simon Ramet (* 2003), Fußballspieler

## Städtepartnerschaften
- Zweibrücken, Rheinland-Pfalz, Deutschland, seit 1959
- La Plata, Argentinien, seit 2000
- Constanța, Rumänien
- Folkestone, Grafschaft Kent, Vereinigtes Königreich

Seit 1963 bestand eine Städtefreundschaft zu Stralsund, die nicht mehr gepflegt wird.
Zudem ist die Stadt Mitglied des Bundes der europäischen Napoleonstädte.